# Maša Kozjek
Maša Kozjek, slovenska ilustratorka in grafična oblikovalka, * 18. december 1974, Ljubljana, Slovenija.
Leta 2004 je diplomirala kot oblikovalka vizualnih komunikacij na Akademiji za likovno umetnost in oblikovanje v Ljubljani. Že od študentskih let veliko objavlja v otroških in mladinskih revijah (Ciciban, Cicido, PIL). Danes se ukvarja predvsem s knjižno ilustracijo, ilustrira pa tudi berila, učbenike in priročnike ter se ukvarja z grafičnim oblikovanjem. Živi in dela v Polhovem Gradcu.

## Dela

### Pomembnejše knjižne ilustracije
- Huda mravljica (1998) (COBISS)
- Mačji sejem (1999) (COBISS)
- Lestev in sirček (2001) (COBISS)
- Volk in sedem kozličkov (2003) (COBISS)
- Vilinski prah (2006) (COBISS)
- Mišek Miško in Belamiška (2009) (COBISS)
- Čudežna bolha Megi in bernardinec Karli (2012) (COBISS)
- Čudežna bolha Megi in zajček Branko (2012) (COBISS)
- Zlata mačja preja (2014) (COBISS)

## Nagrade
- Zlata ptica (2003)
- Najlepša slovenska knjiga za otroke (2003, 2006)
- Izvirna slovenska slikanica (2004)

## Vir
- Veler Alenka, ur. (2005). Album slovenskih ilustratorjev. Ljubljana : Mladinska knjiga. COBISS 219779072. ISBN 86-11-16562-4.
- Osebnosti: veliki slovenski biografski leksikon. Mladinska knjiga, Ljubljana. 2008. COBISS 241136128. ISBN 978-961-01-0504-6.